# Aristolochia taliscana
Aristolochia taliscana là một loài thực vật có hoa trong họ Aristolochiaceae. Loài này được Hook. & Arn. mô tả khoa học đầu tiên năm 1838.